# Marie Anne Vergesse
Marie Anne Vergesse eller Marianne Latir, född 1730, var en fransk affärsidkare. 
Hon var född i Saint-Louis i franska Senegal som dotter till Anne Catherine Cavillers-Loeillet med okänd far. Hon tillhörde de berömda signare på Gorée, som blev rika på ett delta i slavhandeln och förse fransmännen med hushållstjänster. 
Hon gifte sig med fransmannen Vincent Thibault före 1748 i Saint-Louis och paret fick en dotter, Anne (Nanette). Hon gifte om sig 1749 med Galatoire Vergesse med vilken hon fick Marie Jeanne. Dessa äktenskap var ovanliga därför att de tycks ha varit lagliga äktenskap snarare än de ogiltiga ceremonier de flesta signaror ingick med fransmän. 
Under sjuårskriget ockuperades Saint Louis av britterna och signarornas handel skadades, och Marie Anne Vergesse emigrerade till Franska Guyana, där hon kom att skaffa sig en framträdande roll i den regionala ekonomin. 